# Eiko Ishioka
Eiko Ishioka (ur. 12 lipca 1938 w Tokio; zm. 21 stycznia 2012 tamże) – japońska projektantka kostiumów filmowych i teatralnych. Zajmowała się również okazjonalnie scenografią filmową oraz grafiką.

## Życiorys
Urodziła się w Tokio w 1938 r. w rodzinie o zacięciu artystycznym. Jej ojciec był z zawodu grafikiem, a matka – zgodnie z obowiązującym wtedy w Japonii zwyczajem – porzuciła karierę literacką, by zostać gospodynią domową i strzec domowego ogniska. Idąc w ślady ojca, Eiko postanowiła zająć się grafiką i podjęła studia w tym kierunku na Tokijskim Uniwersytecie Sztuki. Ukończyła studia w 1961 r. i zaczęła karierę od branży reklamowej, pracując dla firmy kosmetycznej Shiseido. Zaprojektowała oficjalny plakat na EXPO 1970 w Japonii. Zdobyła nagrodę Grammy za projekt okładki płyty Milesa Davisa pt. Tutu (1986).
Spod ręki Eiko Ishioki wyszły projekty strojów drużyny japońskiej, hiszpańskiej, kanadyjskiej i szwajcarskiej, przygotowanych na Zimowe Igrzyska Olimpijskie 2002 w Salt Lake City. Była również głównym projektantem kostiumów ceremonii otwarcia Letnich Igrzysk Olimpijskich 2008 w Pekinie.
Laureatka Oscara za najlepsze kostiumy do filmu Dracula (1992) Francisa Forda Coppoli. Nominowana pośmiertnie za Królewnę Śnieżkę (2012). Znana ze ścisłej współpracy z reżyserem Tarsemem Singhiem. Zasiadała w jury konkursu głównego na 49. MFF w Cannes (1996).
Zmarła w Tokio na raka trzustki w wieku 73 lat. Swojego towarzysza życiowego, producenta filmowego Nico Soultanakisa, poślubiła kilka miesięcy przed śmiercią.

## Filmografia

### kostiumy
- 1985: Mishima (Mishima: A Life in Four Chapters)
- 1991: Closet Land
- 1992: Dracula
- 2000: Cela (The Cell)
- 2006: Magia uczuć (The Fall)
- 2007: Święta Teresa (Teresa, el cuerpo de Cristo)
- 2011: Immortals. Bogowie i herosi (Immortals)
- 2012: Królewna Śnieżka (Mirror Mirror)

### scenografia
- 1985: Mishima (Mishima: A Life in Four Chapters)
- 1991: Closet Land